# OSSコンソーシアム
OSSコンソーシアムは、2009年にLinuxコンソーシアムが解散するにあたり、有志メンバーがより活動をLinuxからオープンソース全体へ強化・拡大した新団体として発足したオープンソース・ビジネスを推進する企業を中心としたコミュニティである。

## 概要
会員企業（ユーザ）のOSS採用促進、会員企業（ベンダー）のOSSビジネスの推進、OSS市場の活性化貢献を目的に、OSSビジネスで使いこなすためのノウハウを切磋琢磨する場を提供している。
OSSTech(株)代表取締役の小田切耕司が会長で、OSS事業をしている24社が24社が会員企業となっている。具体的活動は各部会・支部がおこなっており、AI IoT Robotics Automotive部会、Open EDA部会、オープンCOBOLソリューション部会、開発基盤部会、データベース部会、東海支部、ビジネスアプリケーション部会、分散コンピューティング部会がある。
また、オープンソース・ソフトウェアをビジネスで利用するためのノウハウを普及させるため、会員企業が無償でセミナー講師を派遣するサービスを、日本国内の団体、複数企業体を対象に展開している。